# Metamorphabet
Metamorphabet — это интерактивная компьютерная игра, которая вышла в 2015 году, её разработчиком является Vectorpark.

## Игровой процесс
Основой геймплея Metamorphabet стал английский алфавит, в котором буквы могут превращаться в те или иные предметы. К примеру, у буквы A могут вырасти рога (англ. antlers), буква K может стать чайником (англ. keetle), буква R превращается в робота (англ. robot), две буквы J начинают жонглировать (англ. juggle) тремя шарами.

### Галерея
- Тизер игры Metamorphabet.

Анимация — буква J
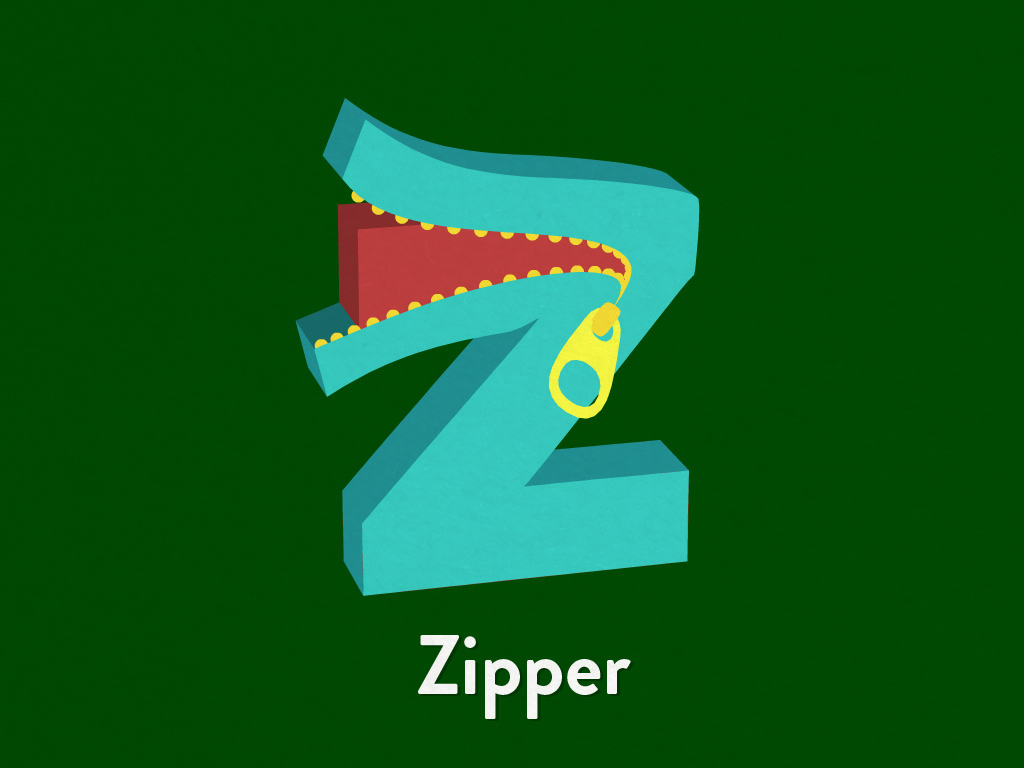
Скриншот
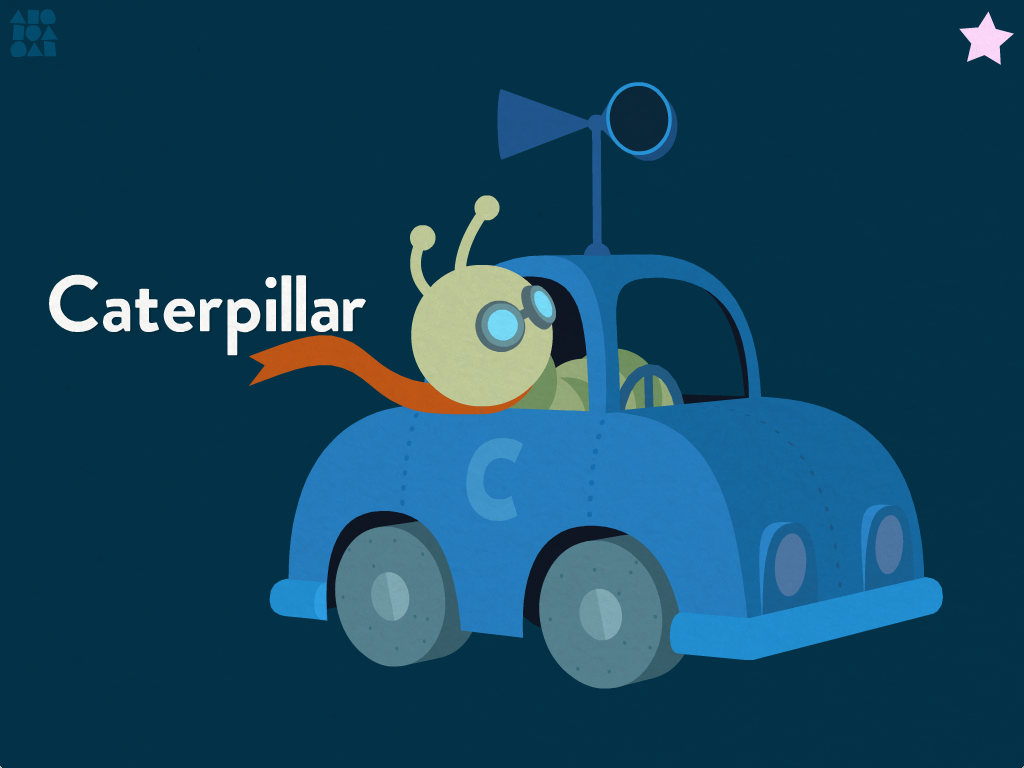
Скриншот №2
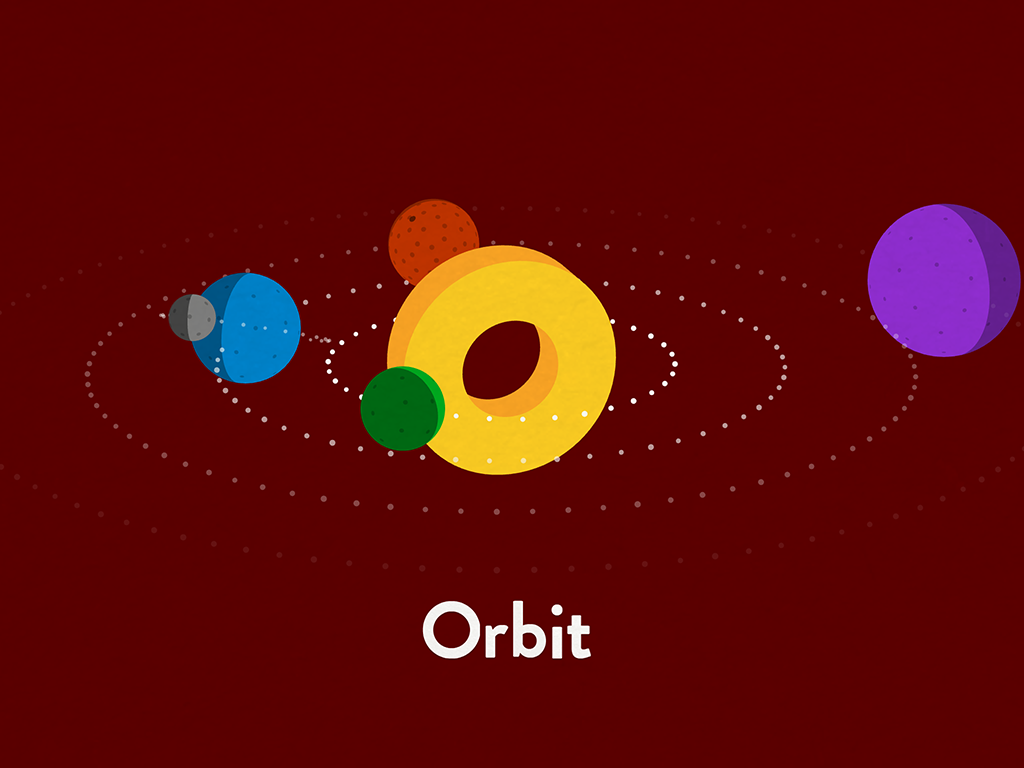
Скриншот №3

## Разработка
Metamorphabet — это игра, создатель которой — Патрик Смит, разработчик, который перед этим работал над игрой Windosill (датой релиза этой видеоигры стал 2009 год). Слово Vectorpark используется Смитом для обозначения работ, автором которых он является, в том числе таких игр, как Metamorphabet и Windosill.
Metamoprhabet вышла 12 февраля 2015 года для iOS-устройств и 29 апреля этого же года для Windows и OS X (магазин приложений, в котором игра стала распространяться — Steam).

## Оценки
В 2015 году Metamorphabet отметили на Independent Games Festival.

### Комментарии
1. 1 2  Эта страница/этот раздел содержит текст, полученный путём просмотра видео или анимаций Metamophabet: 1) переведённый на русский язык; 2) изменённый. Автор — Patrick Smith, Vectorpark. Лицензия — CC BY-SA 3.0. Источник — Викисклад. Полное название всех файлов, использовавшихся в статье в качестве источника текста: тизер-трейлер — Metamorphabet teaser HD.webm, анимация буквы R — Metamorphabet robot animation.gif., анимация буквы J — Metamorphabet juggle animation.gif.